# Джон Фленеґен (плавець)
Джон Фленеґен (англ. John Flanagan, 17 липня 1975) — американський плавець.
Чемпіон світу з водних видів спорту 1998 року.